# Rym
Rym (Hrym eller Hrymer; norröna: Hrymr) är en jätte i nordisk mytologi. Han är endast omtalad i Völuspá – i samband med Jotunheims mobilisering inför Ragnarökslaget – samt i Snorre Sturlassons prosaskildring i Gylfaginning av samma händelseförlopp.
| Hrymr ekr austan, hefisk lind fyrir, snýsk Jǫrmungandr í jǫtunmóði; ormr knýr unnir, en ari hlakkar, slítr nái niðfǫlr, Naglfar losnar. Völuspá 50 | Hrym åker östan; hans arm lyfter skölden. I jättevrede världsormen snor sig. Ormen slår vågen. Örnen skriar, där lik han sliter Likskeppet flyter. Axel Åkerblom (1923) | Hrym far från öster i högvagn med sköld, världsdraken vrider sig väldig i vrede, ormen slår vågorna, örnen skriar; Nidnäbb flår lik – då blir Nagelfar flott. Åke Ohlmarks (1965) |  |

Namnet Hrymr (av hrumur) betyder ”den (av ålder) skröplige” och har tolkats som beteckning för jättevärldens åldrige överkonung, som nu leder sitt folk till den sista striden. Han är tydligen för svag för att rida och måste åka i vagn – på samma sätt som den orkeslöse Harald Hildetand vid 150 års ålder tvingades fara i vagn till slaget på Bråvalla hed. Den ”högvagn”, som nämns i Ohlmarks översättning, finns inte i originaltexten, men verbet aka (ekr) gör ändå vagnens närvaro påtaglig.
I Gylfaginning 51 är Hrym nämnd två gånger. ”Hrym heter jätten som styr Nagelfar”, skriver Snorre. Men detta strider mot vad som står i Völuspá, som Snorre själv uppger som sin källa. Om även det skepp som omtalas i strof 51 avser Nagelfar, så är det i stället Loke som styr (Loki stýrir).
Några rader längre ner i Gylfaginnings text rapporteras Hryms ankomst till slagfältet:
Muspells söner tar sig fram till fältet som heter Vigrid. Dit kommer också Fenresulven och Midgårdsormen. Loke har också kommit dit, och Hrym med alla rimtursarna; Loke följs av alla Hels män.
Utöver detta är jätten Hrym inte omtalad någonstans. Namnet Hrym (Hrymr) finns inte heller medtaget bland tulornas jǫtna heiti (namn på jättar).